# Josef H. Reichholf

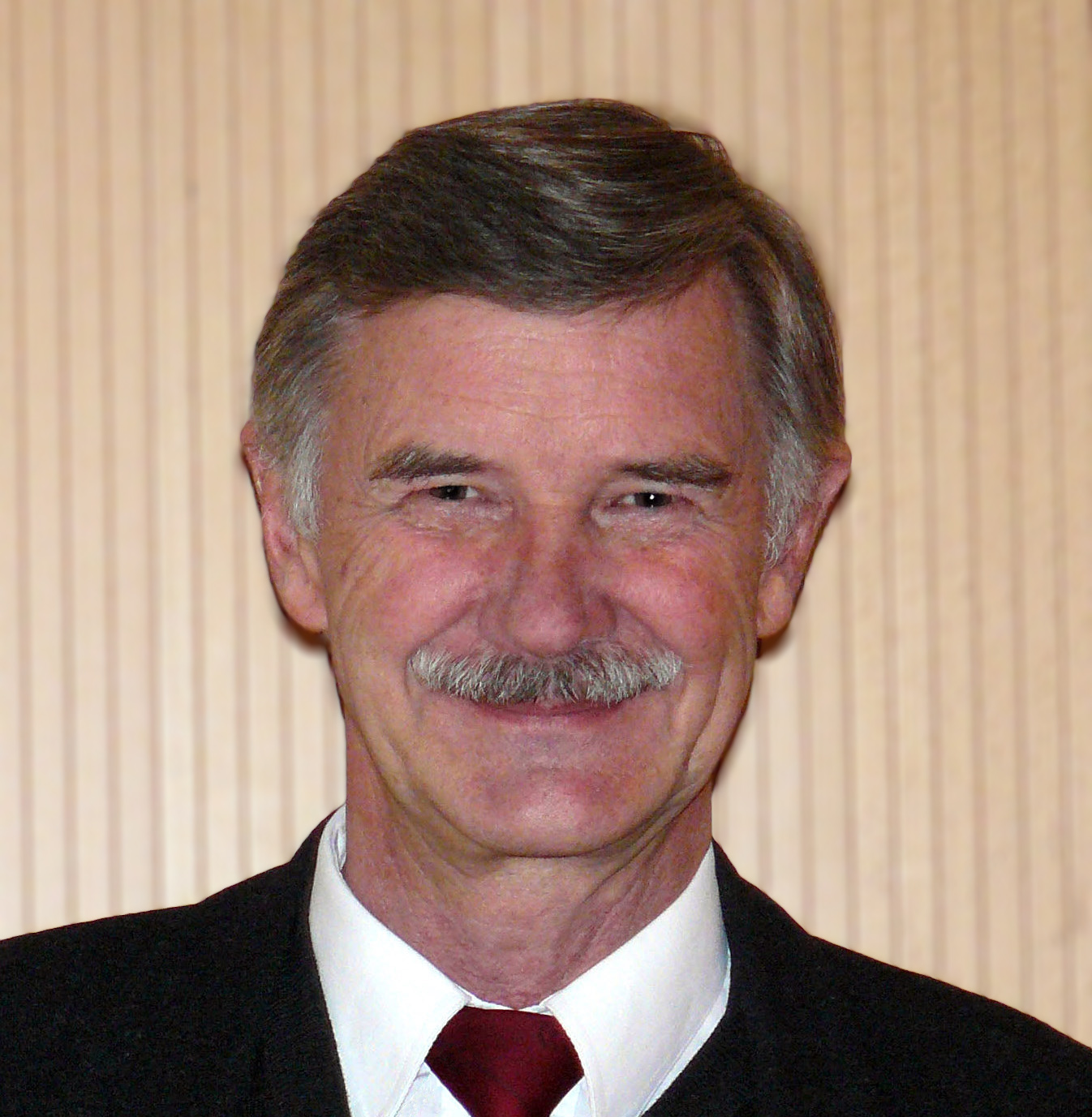
Josef H. Reichholf (2009)

Josef Helmut Reichholf (* 17. April 1945 in Aigen am Inn) ist ein deutscher Zoologe, Evolutionsbiologe und Ökologe.

## Leben
Reichholfs Vater starb während des Zweiten Weltkrieges in Polen vor der Geburt des einzigen Sohnes. Josef Reichholf wuchs bei seiner Mutter und Großmutter in Niederbayern am Inn auf. Dort faszinierte ihn schon als Kind die Natur und Wildnis des unteren Inns. Nach seinem Studium der Biologie, Chemie, Geografie und Tropenmedizin ermöglichte ihm ein Stipendium einen einjährigen Aufenthalt in Brasilien, wo er über die tropische Artenvielfalt forschte.
Zusammen mit Bernhard Grzimek, Horst Stern und Hubert Weinzierl gründete er Anfang der 1970er Jahre in München die „Gruppe Ökologie“, eine Keimzelle des später gegründeten Bundes für Umwelt und Naturschutz Deutschland (BUND).
Reichholf ist Honorarprofessor der Technischen Universität München und war von 1974 bis 2010 Sektionsleiter Ornithologie der Zoologischen Staatssammlung München. Reichholf war Präsidiumsmitglied des WWF Deutschland. 2005 wurde er mit der Treviranus-Medaille des Verbands deutscher Biologen ausgezeichnet, 2007 erhielt er für seine allgemeinverständlichen Beiträge zur Ökologie den Sigmund-Freud-Preis für wissenschaftliche Prosa der Deutschen Akademie für Sprache und Dichtung.
Reichholf ist Autor zahlreicher Bücher über Natur und Naturschutz, Ökologie, Evolution, Klima- und Umweltschutz. Zu diesen Themen hält er auch öffentliche Vorträge, gibt Interviews und tritt in Diskussionsrunden im Fernsehen auf. Er wird in der Öffentlichkeit als streitbarer Querdenker und Provokateur wahrgenommen.
Seit Oktober 2018 ist Reichholf einer der beiden Ehrenpräsidenten des Vereins für Landschaftspflege und Artenschutz in Bayern. Darin folgte er dem 2018 verstorbenen Enoch zu Guttenberg nach.

## Thesen
Reichholf sieht Schulterschlüsse von Wissenschaft und Politik oder Industrie, zum Beispiel beim Klimaschutz oder der Drittmittelforschung, kritisch, da sie die Unabhängigkeit der Wissenschaft gefährdeten.
Der Bewegung zum Klimaschutz wirft Reichholf Dogmatismus vor. Er spricht unter anderem bei Klimaschutz und Waldsterben von „Katastrophismus“ und fordert, „die falschen Propheten“ für die Folgen ihrer düsteren Prognosen zur Rechenschaft zu ziehen, sofern diese überhaupt überprüfbar seien.
Klimaerwärmung und Artenverlust. In seinem Buch Eine kurze Naturgeschichte des letzten Jahrtausends widerspricht Reichholf der These, dass die Klimaerwärmung zum Artenverlust führen werde, da die wissenschaftliche Erforschung von Lebensräumen einen anderen Befund zeige (Zu- und Abwanderung von Arten). So habe beispielsweise die Erfindung des Kunstdüngers zu einer immer massiveren Überdüngung (Eutrophierung) und zum Zuwachsen ganzer Landstriche geführt, die früher „ausgeräumt“ und kahl gewesen seien. Dadurch komme am Boden immer weniger Sonne an, so dass wärmeliebende Arten abwanderten. Die Fixierung auf die Klimaerwärmung lenke von weitaus realeren und drängenderen Problemen wie Eutrophierung, Futtermittelimporte, Biodiversität usw. ab, die uns und die Natur direkter und unmittelbarer beträfen. Hier bestehe dringender Handlungsbedarf.
Artenschutz. Gerade im Naturschutz sind laut Reichholf Veränderungen notwendig. In seinem Buch Naturschutz. Krise und Zukunft favorisiert er sogar die Idee, statt die Rote Liste gefährdeter Arten von Jahr zu Jahr immer länger und unüberschaubarer werden zu lassen, prinzipiell „jede Tierart zu schützen“ und nur in begründeten Ausnahmefällen den Schutz aufzuheben. Mit einer solchen Umkehrung des bestehenden Systems (bisher muss begründet werden, warum eine (Tier-)Art schützenswert ist) werde der moralischen Grundposition der Gleichheit aller Arten Rechnung getragen (warum sollten nur Singvögel geschützt werden und zum Beispiel Kleinsäuger nicht?).
Invasive Arten. Auch sieht Reichholf keinen Grund, neue Tier- und Pflanzenarten (Neozoen, Neophyten) per se mit Misstrauen zu betrachten. Die Gründe für ihren Erfolg seien meist vom Menschen verursachte Missstände (wie etwa Überdüngung); gegen diese gelte es vorzugehen, nicht gegen die Einwanderer.
Jagd. Reichholf kritisiert auch, dass die an der Natur Interessierten aus Naturschutzgebieten ausgesperrt würden, während Jäger und Angler freien Zutritt und Besitzansprüche geltend machen könnten. Die Allgemeinheit, der steuerzahlende Bürger, müsse sich ideologisch begründeten Gesetzen im Interesse einer kleinen Minderheit (Jagd) unterwerfen.
Reichholf hat sich verschiedentlich zur Jagd geäußert, so kritisiert er, dass andauernde Bejagung zu vermehrter Scheu und Nachtaktivität bei Wildtieren führe. Angesichts der Wildschäden in der Landwirtschaft betrachtet Reichholf die Jagd auf Wildschweine zur Regulation der Population als erforderlich und empfiehlt hierfür den verstärkten Einsatz von Schalldämpfern und Nachtsichtgeräten sowie kurze, aber intensive Drückjagden als für das Wild störungsarme und zugleich effektive Methoden zur Reduktion der Wilddichte.
Sesshaftwerdung des Menschen. Unter dem Titel „Am Anfang war das Bier“ wurde Reichholfs These bekannt und vielfach in Presse und Fernsehen diskutiert, dass der Ursprung von Ackerbau und Sesshaftwerdung des Menschen die Lagerhaltung und Verarbeitung von berauschenden Nahrungsmitteln gewesen sei. Im Osten beginne mit dem Mohn die „Opiumzone“, am Indischen Ozean seien es Betelnuss und Khat, in Mittelamerika der Peyote-Kaktus und in Südamerika der Cocastrauch. Im Mittleren Osten sei die Bierbrauerei auf Basis des Gerstenanbaus lange vor der Erfindung der Brotbäckerei eine wesentliche Triebkraft gewesen. Bier als Nahrungsmittel war im Gegensatz zu Getreide lagerfähig und man konnte berauschende gemeinschaftliche Feste feiern. Die Aufbewahrung von Bier wie auch der Getreidevorräte und die dazu benötigten Tontöpfe und -fässer hätten die Mobilität der Jäger und Sammler verringert. Reichholf widerspricht der gängigen These, dass die Sesshaftwerdung des Menschen mit einer Verknappung von jagdbarem Wild einhergegangen sei.
Produktivität der Natur. Reichholf vertritt die Auffassung, dass die Produktivität der Natur (z. B. die Bodenfruchtbarkeit) und das Klima den Bestand oder Niedergang von Kulturen und Weltreichen bestimmt hätten und sich viele verschiedene Ereignisse der Menschheitsgeschichte durch Klimaveränderungen erklären ließen. So gingen beispielsweise die Kreuzzüge im Mittelalter und die Epoche der Romantik im 18. und 19. Jahrhundert letztlich auf das damalige warme Klima zurück.
Reichholfs evolutionäre Betrachtung der Geschichte beruht auf drei Prinzipien:
- Aus dem Einen geht Vielfalt hervor.
- Leben ist steter Wandel. Es gibt keine besten oder einzig richtigen Zustände.
- Die Zukunft ist offen.

Reichholf plädiert für „überlebensfähige Ungleichgewichte“. Gleichgewicht bedeute Stillstand, nur Spannung erzeuge Aktivität.
Religion. Reichholf hat sich auch zum Spannungsfeld von Naturwissenschaften und Glauben geäußert. Die Hauptfunktion des Glaubens ist für Reichholf die Reduktion der realen Komplexität, um sie begreifbar zu machen. Religion erfülle in sozialen Gruppen einen konkreten Zweck; sie trage zur Ordnung innerhalb der Gruppe bei und sei somit als evolutionärer Vorteil zu verstehen.
Stuttgart 21. Im Oktober 2010 warf Reichholf Gegnern des Großbauprojekts Stuttgart 21, die sich aus Naturschutzgründen gegen das Fällen von Platanen wandten, eine Instrumentalisierung des Naturschutzes vor. Da die Platanen und die auf ihnen lebenden Juchtenkäfer nichtheimische Arten seien, müssten sie aus Gründen des Naturschutzes eher bekämpft als geschützt werden.

## Kontroversen
Reichholfs Publikationen haben verschiedentlich öffentliche Kontroversen ausgelöst. Nach Ansicht von Bernd Lötsch verstehe sich Reichholf als „Hefe im Sauerteig“ und vertrete „immer die gegenteilige Meinung“.
Die Philosophin Anna Leuschner bezeichnete Reichholf als Klimaskeptiker, der „ohne Umschweife die Unsicherheiten in der Klimaforschung gegen die Glaubwürdigkeit der Prognosen“ ausspiele. Das Internetportal Klima-Lügendetektor warf ihm Falschaussagen vor, nachdem er in einem Gastkommentar in der Tageszeitung Die Welt behauptet hatte, die globale Erwärmung sei – im Widerspruch zu den Aussagen der Klimamodelle, die eine Erwärmung vorhergesagt hatten – seit anderthalb Jahrzehnten zum Stillstand gekommen. Tatsächlich gab es diesen Stillstand nie, und die drei vorangegangenen Jahre 2014, 2015 und 2016 waren jeweils die wärmsten seit Beginn der Messungen. Stefan Rahmstorf vom Potsdam-Institut für Klimafolgenforschung warf ihm vor, in seinen Veröffentlichungen mit „falschen und irreführenden Klimakurven“ zu arbeiten und somit gegen die Regeln der „guten wissenschaftlichen Praxis“ zu verstoßen. Er ignoriere die im IPCC-Bericht dokumentierten Rekonstruktionen der Klimaentwicklung im letzten Jahrtausend und die aktuellen Forschungen in der Biologie zu den Auswirkungen der globalen Erwärmung auf Tier- und Pflanzenarten. Reichholf nannte Rahmstorfs Angriffe ungerechtfertigt und unterstellte ihm ein unseriöses Vorgehen aus politischen Motiven. Die These, eine Erwärmung schade dem Artenreichtum, sei angesichts der Befunde in den Eiszeiten völlig abstrus.
Anlässlich der Veröffentlichung des Buches Stabile Ungleichgewichte und eines begleitenden Essays warf Wolfgang Cramer, Professor für Globale Ökologie an der Universität Potsdam und später Forschungsdirektor am CNRS, Reichholf vor, er rechtfertige mit seiner These anthropogene Fehlentwicklungen als biologische Notwendigkeit. Reichholf stelle Raubzüge und Kriege als „menschliche Ungleichgewichte“ dar und verleihe ihnen damit einen ungerechtfertigten Platz im Ökosystem.
Im November 2016 stellte Reichholf die These auf, dass die zu dieser Zeit unter Wild- und Nutzgeflügelbeständen grassierende Vogelgrippe H5N8 nicht, wie vom Friedrich-Loeffler-Institut (FLI) angenommen, über Wildenten aus Asien eingeschleppt worden sei. Wahrscheinlicher sei, dass das Virus aus der Intensivtierhaltung stamme und über deren Futter und Erzeugnisse verbreitet werde; die tot aufgefundenen Wildvögel seien eher an Botulismus und schleichender Bleivergiftung durch Schrotkugeln verendet. Reichholfs Thesen wurden von vielen Tier- und Umweltschutzverbänden übernommen, z. B. von NABU und Provieh. Das FLI entgegnete im März 2017, es gebe „keinen Zweifel an der Feststellung, dass das Virus mit Zugvögeln aus Asien nach Europa gekommen ist“.

## Auszeichnungen
- 2007: Sigmund-Freud-Preis für wissenschaftliche Prosa
- 2017: Wissensbuch des Jahres für Symbiosen. Das erstaunliche Miteinander in der Natur (zusammen mit dem Illustrator Johann Brandstetter)

## Werke
- Über Grenzen: Betrachtungen. Weissbooks, Berlin 2022
- Waldnatur: Ein bedrohter Lebensraum für Tiere und Pflanzen. Oekom, München 2022, ISBN 978-3-96238-349-7.
- mit Johann Brandstetter (Illustrationen): Stadt, Land, Fuchs: Das Leben der heimischen Säugetiere. Aufbau, Berlin 2022, ISBN 978-3-351-03856-4.
- Flussnatur: Ein faszinierender Lebensraum im Wandel. Oekom, München 2021, ISBN 978-3-96238-285-8.
- mit Johann Brandstetter (Illustrationen): Regenwälder. Ihre bedrohte Schönheit und wie wir sie noch retten können. Aufbau, Berlin 2021, ISBN 978-3-351-03825-0.
- Der Hund und sein Mensch: Wie der Hund sich und uns domestizierte. Hanser, München 2020
- Das Leben der Eichhörnchen. Hanser, München 2019, ISBN 978-3-446-26407-6.
- Nachwort zu Darwins Werk Der Ursprung der Arten. Klett-Cotta, Stuttgart 2018, ISBN 978-3-608-96115-7.
- Schmetterlinge: Warum sie verschwinden und was das für uns bedeutet. Hanser, München 2018, ISBN 978-3-446-26033-7.
- Haustiere: Unsere nahen und doch so fremden Begleiter (Naturkunden). Matthes & Seitz, Berlin 2017, ISBN 978-3-95757-462-6.
- Waldjournal. Verlag Kessel, Remagen-Oberwinter 2017, ISBN 978-3-945941-25-6.
- Symbiosen. Das erstaunliche Miteinander in der Natur. Illustrationen von Johann Brandstetter. Matthes & Seitz, Berlin 2017, ISBN 978-3-95757-366-7.
- Evolution. Eine kurze Geschichte von Mensch und Natur. Hanser, München 2016, ISBN 978-3-446-24521-1.
- Mein Leben für die Natur: Auf den Spuren von Evolution und Ökologie. Fischer, Frankfurt am Main 2015, ISBN 978-3-10-062947-0.
- Ornis: Das Leben der Vögel. C. H. Beck, München 2014, ISBN 978-3-406-66048-1.
- mit Jürg Parli (Illustrator): Auf den Hund gekommen (= Vontobel-Schriftenreihe). Vontobel-Stiftung, Zürich 2014, DNB 1049226976, OCLC 878907684.
- Schmetterlinge. Treffsicher bestimmen in drei Schritten. blv, München 2013, ISBN 978-3-8354-0944-6.
- Begeistert vom Lebendigen. Facetten des Wandels in der Natur. Graue Edition, Zug 2013, ISBN 978-3-906336-62-6.
- Einhorn, Phönix, Drache: Woher unsere Fabeltiere kommen. Fischer, Frankfurt am Main 2012, ISBN 978-3-10-062948-7.
- Das Rätsel der grünen Rose und andere Überraschungen aus dem Leben der Pflanzen und Tiere. Oekom, München 2011, ISBN 978-3-86581-194-3.
- Naturgeschichte(n): Über fitte Blesshühner, Biber mit Migrationshintergrund und warum wir uns die Umwelt im Gleichgewicht wünschen. Knaus, München 2011, ISBN 978-3-8135-0378-4.[33]
- Der Ursprung der Schönheit: Darwins größtes Dilemma. C. H. Beck, München 2011, ISBN 978-3-406-58713-9.
- Naturschutz: Krise und Zukunft. Suhrkamp, Berlin 2010, ISBN 978-3-518-26031-9.
- Rabenschwarze Intelligenz: Was wir von Krähen lernen können. Herbig, München 2009, ISBN 3-7766-2600-3.
- Warum die Menschen sesshaft wurden: Das größte Rätsel unserer Geschichte. Fischer, Frankfurt am Main 2008, ISBN 978-3-10-062943-2.
- Ende der Artenvielfalt? Gefährdung und Vernichtung der Biodiversität. Herausgegeben von Klaus Wiegand. Fischer Taschenbuch, Frankfurt am Main 2008, ISBN 978-3-596-17665-6.
- Stabile Ungleichgewichte: Die Ökologie der Zukunft. Suhrkamp, Frankfurt am Main 2008, ISBN 978-3-518-26005-0.
- Der Bär ist los: Ein kritischer Lagebericht zu den Überlebenschancen unserer Großtiere. Herbig, München 2007, ISBN 978-3-7766-2510-3.
- Eine kurze Naturgeschichte des letzten Jahrtausends. Fischer, Frankfurt am Main 2007, ISBN 978-3-10-062942-5.
- Stadtnatur: Eine neue Heimat für Tiere und Pflanzen – Ein Naturführer durch die Stadt. Oekom, München 2007, ISBN 978-3-86581-042-7.
- Evolution: Wissen was stimmt. Herder, Freiburg im Breisgau 2007, ISBN 3-451-05779-4.
- Die Zukunft der Arten: Neue ökologische Überraschungen. C. H. Beck, München 2005, ISBN 3-406-52786-8.
- Der Tanz um das goldene Kalb: der Ökokolonialismus Europas. Wagenbach, Berlin 2004, ISBN 3-8031-3615-6.
- Die falschen Propheten: unsere Lust an Katastrophen. Wagenbach, Berlin 2002, ISBN 3-8031-2442-5.
- Warum wir siegen wollen: der sportliche Ehrgeiz als Triebkraft in der Evolution des Menschen. dtv, München 2001, ISBN 3-423-24271-X.
- Der blaue Planet: Einführung in die Ökologie. dtv, München 1998, ISBN 3-423-33033-3.
- Das Rätsel der Menschwerdung: Die Entstehung des Menschen im Wechselspiel der Natur. dtv, München 1993, ISBN 3-423-30341-7.
- Comeback der Biber: Ökologische Überraschungen. C. H. Beck, München 1993, ISBN 3-406-37328-3.
- Der schöpferische Impuls: eine neue Sicht der Evolution. DVA, Stuttgart 1992, ISBN 3-421-02763-3.
- Erfolgsprinzip Fortbewegung: Die Evolution des Laufens, Fliegens, Schwimmens und Grabens. dtv, 1992, ISBN 3-423-30320-4.
- Der Tropische Regenwald: Die Ökobiologie des artenreichsten Naturraums der Erde. dtv, 1990, ISBN 3-423-11262-X.
- Untersuchungen zur Biologie des Wasserschmetterlings Nymphula nymphaeata L. (Lepidoptera, Pyralidae). doi:10.1002/iroh.19700550502 In: Internationale Revue der gesamten Hydrobiologie. Nummer 5, Jahrgang 55, 1970, ISSN 1522-2632, S. 687–728, DNB 482641959 (Dissertation Ludwig-Maximilians-Universität München 1969).

### Beiträge
Zazen oder die stetige Bereitschaft zum Neubeginn – jetzt! In: OM C. Parkin, Muhō Nölke, Andrew Cohen, Josef Reichholf, Doris Zölls u. a.: Stirb und Werde: Die Kraft des Neubeginns Advaita Media 2010

## Filme (Auswahl)
- Josef H. Reichholf. Der Vogelflüsterer. Dokumentarfilm, Deutschland, 2018, 42:54 Min., Buch und Regie: Tilman Urbach, Produktion: Bayerischer Rundfunk, Erstsendung: 5. Juni 2018 bei BR Fernsehen, Inhaltsangabe von ARD, online-Video aufrufbar bis zum 5. Juni 2019.
- Josef Reichholf: Zoologe, Ökologe und Buchautor. Gespräch, Deutschland, 2015, 44:03 Min., Moderation: Prisca Straub, Produktion: Bayerischer Rundfunk, Reihe: alpha-Forum, Erstsendung: 8. Juli 2015 bei BR-alpha, Inhaltsangabe und online-Video von ARD, Gesprächstext.
- Jägerlatein und Wildbiologie. Ein Jagdverbot in Basel: praktisch möglich und wissenschaftlich bewiesen. Warum es funktionieren kann. Die Theorie verständlich bewiesen. Vortrag mit Diaschau an der Universität Basel, Schweiz, 15. Oktober 2013, 36:50 Min., Produktion: www.jagdreguliertnicht.ch, Internetpublikation: 20. November 2013, online-Video.
- Drogen des Fortschritts. Warum die Menschen sesshaft wurden. Gespräch, Deutschland, 2009, 44:55 Min., Moderation: Alexander Kluge, Produktion: dctp.tv, Reihe: News & Stories, Erstsendung: 8. Februar 2009 bei dctp.tv, online-Video von dctp.tv.
- Peter Voß fragt Josef Reichholf. Schlägt die Natur zurück, Herr Reichholf? Gespräch, Deutschland, 2008, 44:07 Min., Regie: Thomas Münch, Produktion: SWR, Erstsendung: 21. April 2008 bei SWR, Reihe: Peter Voß fragt, Inhaltsangabe von 3sat, online-Video von 3sat.